# ميدالية ماتيوتشي
ميدالية ماتيوتشي هي جائزة إيطالية للفيزيائيين ، سميت على اسم كارلو ماتوتشي من فورلي . تم تأسيسه لمكافأة علماء الفيزياء لمساهماتهم الأساسية. بموجب مرسوم ملكي إيطالي بتاريخ 10 يوليو 1870 ، تم تفويض جمعية العلوم الإيطالية لتلقي تبرع من كارلو ماتوتشي لإنشاء الجائزة.

## حائزو ميداليات ماتيوتشي
المصدر:
- 1868 هيرمان هيلمهولتز
- 1875 هنري فيكتور ريجنولت
- 1876 ويليام طومسون ، بارون كيلفن الأول
- 1877 جوستاف كيرشوف
- 1878 جوستاف فيدمان
- 1879 فيلهلم إدوارد ويبر
- 1880 أنطونيو باكينوتي
- 1881 Emilio Villari
- 1882 أوغوستو ريجي
- 1887 توماس إديسون
- 1888 هاينريش رودولف هيرتز
- 1894 جون ستروت ، بارون رايلي الثالث
- 1895 هنري أوغسطس رولاند
- 1896 فيلهلم كونراد رونتجن وفيليب لينارد
- 1901 غولييلمو ماركوني
- 1903 ألبرت أبراهام ميكلسون
- 1904 ماري كوري وبيير كوري
- 1905 هنري بوانكاريه
- 1906 جيمس ديوار
- 1907 ويليام رامزي
- 1908 أنطونيو جارباسو
- 1909 Orso Mario Corbino
- 1910 هايك كامرلينغ أونس
- 1911 جان بيرين
- 1912 بيتر زيمان
- 1913 إرنست رذرفورد
- 1914 ماكس فون لاو
- 1915 جوهانس ستارك
- 1915 ويليام هنري براغ ووليام لورنس براغ
- 1917 أنتونينو لو سوردو
- 1918 روبرت دبليو وود
- 1919 هنري جوين جيفريز موسلي
- 1921 ألبرت أينشتاين
- 1923 نيلز بور
- 1924 أرنولد سومرفيلد
- 1925 روبرت أندروز ميليكان
- 1926 إنريكو فيرمي
- 1927 إروين شرودنغر
- 1928 شاندراسيخارا فينكاتا رامان
- 1929 فيرنر هايزنبرغ
- 1930 آرثر كومبتون
- 1931 فرانكو راسيتي
- 1932 فريديريك جوليو وإيرين جوليو كوري
- 1956 ولفجانج باولي
- 1975 برونو توشك
- 1978 عبد السلام
- 1979 لوسيانو ماياني
- 1980 جيانكارلو ويك
- 1982 رودولف بيرلس
- 1985 هندريك كاسيمير
- 1987 بيير جيل دي جين
- 1988 Lev B. Okun
- 1989 فريمان دايسون
- 1990 جاك شتاينبرغر
- 1991 برونو روسي
- 1992 أناتول أبراغام
- 1993 جون أرشيبالد ويلر
- 1994 كلود كوهين تانودجي
- 1995 تسونج لي
- 1996 فولفغانغ بانوفسكي
- 1998 Oreste Piccioni
- 2001 ثيودور دبليو هانش
- 2002 نيكولا كابيبو
- 2003 مانويل كاردونا
- 2004 ديفيد رويل
- 2005 جون إليوبولوس
- 2006 Giorgio Bellettini
- 2016 Adalberto Giazotto
- 2017 Marco Tavani [الإنجليزية]
- 2018 جيانلويجي فوجلي
- 2019 فيديريكو كاباسو

## روابط خارجية
- وسام ماتوتشي من الأكاديمية الوطنية الإيطالية للعلوم